# HD115446
HD115446 — хімічно пекулярна зоря спектрального класу A1, що має видиму зоряну величину в смузі V приблизно  6,6.
Вона  розташована на відстані близько 388,7 світлових років від Сонця.